# Karl von Škoda

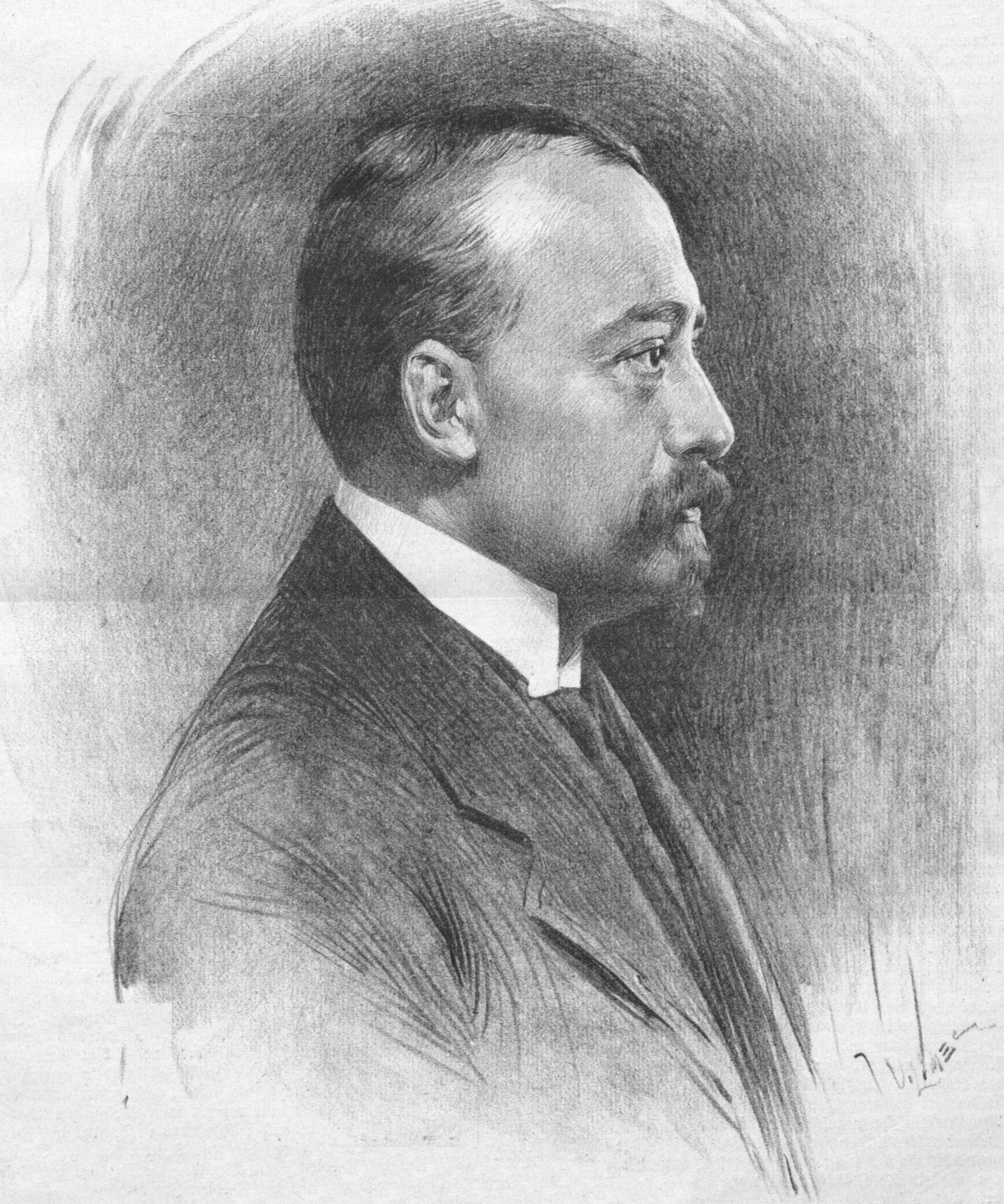
Karl von Škoda von Jan Vilímek
(Der Humorist, Ausgabe vom 10. Jänner 1917)

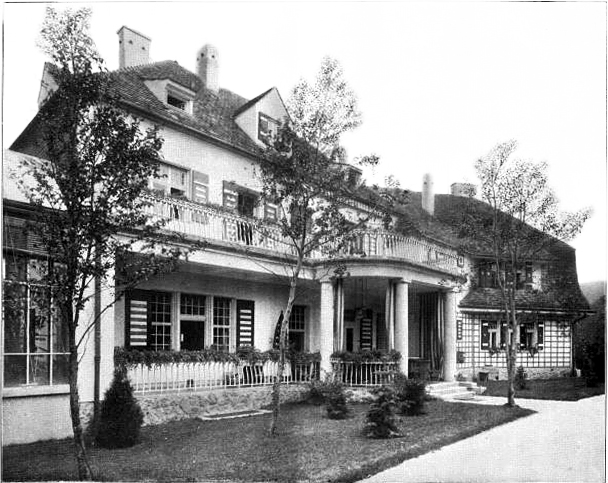
Jagdschloss Ritter v. Škoda (Südseite), Gaaden, Niederösterreich; Architekt: Emanuel von Seidl (vor 1911)

Karl Freiherr von Škoda (* 29. Juni 1878 in Pilsen, Westböhmen; † 10. Jänner 1929 in Semmering in Niederösterreich) war Generaldirektor der Škodawerke in Pilsen.

## Leben und Familie
Nach dem Besuch des Gymnasiums in Pilsen leistete Karl von Škoda Dienst als k.u.k. Einjährig-Freiwilliger bei der Marine und studierte an der Technischen Hochschule Zürich und der Universität Stuttgart. Nachdem sein Vater Emil von Škoda (1839–1900) im Jahr 1900 gestorben war, wurde Karl mit 22 Jahren Hauptaktionär des umfangreichen Škoda-Konzerns. Da er aber mit diesem Alter als Generaldirektor zu jung war, wurde von den Banken Georg Günther, Zentraldirektor der Böhmischen Montangesellschaft, der Vorzug gegeben. Zwei Jahre später wurde er Mitglied des Verwaltungsrates, 1906 stellvertretender Generaldirektor. Am 20. November 1906 ehelichte er Hedwig Hermann, eine Tochter des Anton Hermann, Direktor der Škoda-Werke, in deren Ehe die Söhne Emil und Karl und die Tochter Hedwig geboren wurden.
Im Jahr 1909 wurde Karl von Škoda nach internen Machtkämpfen mit Günther, der seinen Vertrag vorzeitig löste, zum Generaldirektor des Konzerns gewählt. Den Sitz des Konzerns verlegt er in die Wiener Kantgasse. Die Friedensproduktion wurde in der Prager Maschinenbau AG konzentriert, während in Pilsen die Rüstungsindustrie zusammengezogen wurde. Er baute die Kapazität der Stahlhütte und der Waffenfabrik durch die Erzeugung von Wagonachsen aus. Der Konzern erhielt dadurch große Aufträge der österreich-ungarischen Staatsbahnen und soll zeitweise bis zu 35.000 Arbeiter beschäftigt haben. Noch vor Kriegsbeginn 1914 erfolgten umfangreiche Waffenlieferungen an die Monarchie Österreich-Ungarn, speziell 15 cm Haubitzen und Gebirgskanonen, 30,5 cm Haubitzen und während des Ersten Weltkriegs (1914–1918) auch 38 cm Haubitzen und 24 cm Kanonen. Ingenieur Karl von Škoda gilt als Erfinder des 30,5-cm-Mörsers sowie weiterer ballistischer und artilleristischer Waffen, welche sein Konstrukteur Oswald Dirmoser entwarf.
Am 27. Oktober 1914 wurde Karl Ritter von Škoda in den österreichischen erblichen Freiherrenstand erhoben und war einer der Gründer der Oesterreichischen Flugzeugfabrik AG in Wiener Neustadt und der Kanonenfabrik in Győr. Beteiligt war er ferner an den Austro-Daimler-Werken um Fahrzeuge zum Transport des Mörsers zu entwickeln und der Pulverfabrik Skodawerke-Wetzler AG.
In den Jahren 1917 und 1918 war er Mitglied des österreichischen Herrenhauses und des Reichsrates. Er war wie sein Vater sehr sozial eingestellt und ständiger Förderer der einheimischen wirtschaftlichen und kulturellen Belange. Er erhielt zahlreiche Auszeichnungen, darunter den Franz-Joseph-Orden und die Ehrendoktorwürde der deutschen Technischen Hochschule Prag und der TH Stuttgart. Aufgrund seiner Verdienste um die Bewaffnung der Österreichisch-ungarischen Armee und der Adriaflotte wurde er am 22. Oktober 1915 zum General der Marineartillerie-Generalingenieur a. D. ernannt. D.[4] und 1918 zum Geheimrat.
Nach Ende des Ersten Weltkrieges 1918 und der Entstehung der Tschechoslowakei wurde Karl Freiherr von Škoda nach einer Teilenteignung seines Grundbesitzes in Böhmen durch eine staatliche Bodenreform des Landes verwiesen. Er ließ sich in Wien nieder und lebte auch in seinem Jagdschloss in Gaaden in Niederösterreich. Sein Aktienbesitz soll in den Besitz französischer Aktionäre gelangt sein. Aus der Leitung der Škodawerke in Pilsen schied er danach aus. Ihm verblieben sein Grundbesitz und das Schloss Žinkovy bei Pilsen, das er von Österreich aus verwalten ließ und das bis Mai 1945 im Besitz der Nachkommen verblieb. Nach dem Untergang der Monarchie Österreich-Ungarn 1918 fiel die Familie unter das Adelsaufhebungsgesetz.
Im Jahr 1925 erlitt er bei einem Autounfall auf der Fahrt von Gaaden nach Wien Verletzungen, wobei sein Chauffeur ums Leben kam.
Karl (Freiherr von) Škoda verstarb am 10. Jänner 1929 bei einer Kur am Semmering bei Wien und wurde am 14. Jänner 1929 auf dem Ortsfriedhof in Gaaden in Niederösterreich zur letzten Ruhe bestattet. Die Einsegnung erfolgte durch den Heiligenkreuzer Abt Gregor Pöck. Nachdem im Jahr 2014 die Grabpflege des Grabes ausgelaufen war, wurde das Grab von der Gemeinde auf Dauer übernommen. Die Grabinschriften wurden vom Škoda Generalimporteur Intercar gesponsert.
Im Gaadner Heimatmuseum erinnert eine Totenmaske an ihn.

## Mäzen
Škoda gehörte dem Gründerverein des Technischen Museums in Wien an. Für das Uhrenmuseum kaufte er gemeinsam mit Bernhard Wetzler die Sammlung der Baronin Ebner-Eschenbach. Aber auch in sozialen Belangen war Škoda spendabel. So ermöglichte er mit einer Spende dem Roten Kreuz den Bau einer Lungenheilanstalt in Puchberg am Schneeberg. Auch in seinem letzten Heimatort Gaaden unterstützte er soziale Einrichtungen, Schule, Kindergarten und ein Heim für Kriegsversehrte.